# Marlon Teixeira
Marlon Luiz Teixeira (ur. 16 września 1991 w Santa Catarina) – brazylijski model pochodzenia portugalskiego, ¼ japońskiego i ¼ amerindiańskiego, najbardziej znany ze współpracy z awangardową marką Christian Dior Homme i Karla Lagerfelda.

## Życiorys

### Wczesne lata
Urodził się w Santa Catarina jako syn Cláudii Teixeiry. Jego rodzina była pochodzenia portugalskiego, japońskiego i szwedzkiego. Dorastał w Balneário Camboriú. Od wczesnych lat życia cierpiał na raka śródpiersia, co spowodowało, że przez wiele lat przebywał w szpitalu. Jego ojciec zmarł, gdy miał półtora roku, a gdy był w szpitalu, jego matka ponownie wyszła za mąż i miała córkę.
Jego pragnieniem było zostać profesjonalnym surferem, ale z powodu kontuzji kolana zrezygnował ze swoich planów.

### Kariera
Po szkole, często był bywalcem restauracji ciotki w centrum Camboriú w Santa Catarina, gdzie jadał obiad z kuzynami. Kiedy miał 15 lat na jednym z obiadów jego babka Ilka poznała go ze swoim znajomym, Andersonem Baumgartnerem, właścicielem agencji Way Model Management w São Paulo. W czerwcu 2008 w Paryżu rozpoczął karierę w świecie mody i został twarzą kolekcji Dior Homme na wiosnę. W 2008 współpracował z takimi fotografami jak Bruce Weber i Mert Alas & Marcus Piggott w Mediolanie dla Giorgio Armaniego - Armani Jeans, a także pojawił się na okładkach największych magazynów w branży mody, takich jak „Hercules Magazine” i „L’Officiel Hommes Singapore” sfotografowany przez Sofię Sanchez i Mauro Mongiello. Przełomem w jego karierze była współpraca z Dior Homme w 2009.
Jego zdjęcia znalazły się w magazynach: „7th Man”, „Made in Brazil”, „Client”, „Essential Homme”, „Fiasco”, „Vogue” (włoskiej edycji i francuskiej ze Stephanie Seymour), „GQ”, „Elle”, „W” z Ginnifer Goodwin (czerwiec 2009), „Harper’s Bazaar”, „Prestige” czy „Vanity Fair” z Shakirą. Brał udział w kampaniach reklamowych Chanel, Empório Armani, Dolce & Gabbana, Christian Dior Homme, Roberto Cavalli, Jean-Paul Gaultier, Balmain, Sergio K, Deisel i H&M. 
W 2008 został uznany przez portal Models.com za jednego z najseksowniejszych mężczyzn na świecie w rankingu top ikony, a dla Style.com stał się jednym z 25 najlepszych modeli wszech czasów.
Wystąpił w teledysku do piosenki Filippa Kirkorowa „Snow” (2011). Zadebiutował w roli aktorskiej jako Júlio w melodramacie O Terceiro Travesseiro (2012). Reklamował perfumy marki Custo Barcelona, Diesel - „Diesel Fuel for Life Denim Collection” (2011) ze zdjęciami Terry’ego Richardsona i w reż. Meliny Matsoukas z holenderską modelką Marloes Horst i Just Cavalli (2013) dla Roberto Cavalli'ego z Georgią May Jagger.
W 2015 w programie CNN był jednym z dziesięciu modeli jeszcze bardziej śmiesznie przystojnych niż Zoolander.

## Życie prywatne
Od sierpnia 2017 do stycznia 2020 był w związku z Cheyenne Tozzi. Mają córkę Dahlię De La Lune (ur. 2018).

## Nagrody
- LIA Awards - Silver 2011 (Diesel Fuel for Life Denim Collection)
- Clio Awards - Bronze 2012 (Diesel Fuel for Life Denim Collection)
- Muzt TV Awards 2012 (Filipp Kirkorow - „Snow”)
- Portugal Fashion Awards 2012 (Najlepsza nowa twarz modela)